# Something Just Like This
„Something Just Like This” – wspólny singel amerykańskiego duetu producenckiego The Chainsmokers i brytyjskiego zespołu Coldplay. Został wydany 22 lutego 2017 za pośrednictwem wytwórni Disruptor i Columbia Records. Singel znalazł się na debiutanckim albumie studyjnym The Chainsmokers pt. Memories...Do Not Open oraz na minialbumie Coldplaya zatytułowanym Kaleidoscope.
Singel notowany był na szczytach list przebojów m.in. w Australii, Wielkiej Brytanii, Kanadzie, Stanach Zjednoczonych i Niemczech.

## Wykonanie na żywo
22 lutego 2017 r. utwór został wykonany wspólnie przez obu wykonawców podczas gali BRIT Awards 2017 w Londyńskiej The O2 Arenie. 5 marca zagrali piosenkę na gali iHeartRadio Music Awards 2017 w Kia Forum w Inglewood. 31 marca Coldplay wykonał utwór podczas swojej trasy koncertowej A Head Full of Dreams Tour w Singapurze na Stadionie Narodowym. 4 czerwca Coldplay wykonał utwór podczas charytatywnego koncertu, zorganizowanego przez Arianę Grande, „One Love Manchester”.

## Lista utworów
| Nr | Tytuł utworu               | Długość |
| -- | -------------------------- | ------- |
| 1. | „Something Just Like This” | 4:08    |

## Personel
- Andrew Taggart – keyboard, produkcja
- Alex Pall – keyboard, produkcja
- Guy Berryman – gitara basowa
- Jonny Buckland – gitara
- Will Champion – perkusja, wokal wspierający, programowanie
- Chris Martin – wokal, fortepian
- DJ Swivel – produkcja

## Notowania na listach przebojów
| Lista                                   | Najwyższa pozycja |
| --------------------------------------- | ----------------- |
| Australia (Top 50 Singles)              | 2                 |
| Austria (Ö3 Austria Top 40)             | 2                 |
| Belgia (Flandria) (Ultratop 50 Singles) | 2                 |
| Belgia (Wallonia) (Ultratop 50 Singles) | 8                 |
| Kanada (Billboard Canadian Hot 100)     | 3                 |
| Czechy (Singles Digital)                | 2                 |
| Dania (Track Top-40)                    | 5                 |
| Finlandia (Top 20 Singles)              | 6                 |
| Francja (Top 200 Singles)               | 11                |
| Niemcy (Top 100 Singles)                | 4                 |
| Węgry (Single Top 40)                   | 5                 |
| Włochy (Top 20 Singles)                 | 5                 |
| Japonia (Japan Hot 100)                 | 29                |
| Holandia (Dutch Top 40)                 | 4                 |
| Holandia (Single Top 100)               | 6                 |
| Nowa Zelandia (Top 40 Singles)          | 5                 |
| Norwegia (Top 20 Singles)               | 5                 |
| Polska (AirPlay – Top)                  | 14                |
| Portugalia (AFP)                        | 3                 |
| Słowacja (Singles Digital)              | 3                 |
| Hiszpania (Top 50 Singles)              | 9                 |
| Szwecja (Top 60 Singles)                | 4                 |
| Szwajcaria (Singles Top 100)            | 3                 |
| Wielka Brytania (Singles Top 100)       | 2                 |
| Stany Zjednoczone (Hot 100)             | 3                 |

## Certyfikaty i sprzedaż
| Kraj                         | Certyfikat                   | Sprzedaż    |
| ---------------------------- | ---------------------------- | ----------- |
| Australia (ARIA)             | 14x platynowa płyta          | 980 000+    |
| Austria (IFPI Austria)       | platynowa płyta              | 30 000+     |
| Belgia (BEA)                 | 3x platynowa płyta           | 60 000+     |
| Brazylia (Pro-Música Brasil) | 3x diamentowa płyta          | 750 000+    |
| Dania (IFPI Danmark)         | 2x platynowa płyta           | 180 000+    |
| Francja (SNEP)               | diamentowa płyta             | 233 333+    |
| Hiszpania (Promusicae)       | 2x platynowa płyta           | 80 000+     |
| Kanada (MC)                  | 6x platynowa płyta           | 480 000+    |
| Meksyk (AMPROFON)            | diamentowa + platynowa płyta | 360 000+    |
| Niemcy (BVMI)                | 3x platynowa płyta           | 1 200 000+  |
| Norwegia (IFPI Norge)        | 3x platynowa płyta           | 180 000+    |
| Nowa Zelandia (RMNZ)         | platynowa płyta              | 30 000+     |
| Polska (ZPAV)                | 4x platynowa płyta           | 80 000+     |
| Portugalia (AFP)             | 5x platynowa płyta           | 50 000+     |
| Singapur (RIAS)              | platynowa płyta              | 10 000+     |
| Stany Zjednoczone (RIAA)     | diamentowa płyta             | 10 000 000+ |
| Szwajcaria (IFPI Schweiz)    | 4x platynowa płyta           | 80 000+     |
| Szwecja (GLF) (streaming)    | 9x platynowa płyta           | 72 000 000+ |
| Wielka Brytania (BPI)        | 4x platynowa płyta           | 2 400 000+  |
| Włochy (FIMI)                | 7x platynowa płyta           | 350 000+    |